# Élection présidentielle ukrainienne de 1994
L’élection présidentielle ukrainienne de 1994 ont eu lieu le 26 juin et le 10 juillet 1994. Anticipée, cette élection fut la deuxième du type après l'indépendance de l'Ukraine.

## Modalités
En vertu de la Constitution ukrainienne de 1978, le président d'Ukraine est élu pour cinq ans au suffrage universel direct. La législation précise qu’il est élu au scrutin uninominal majoritaire à deux tours. Son mandat est renouvelable une fois de manière consécutive.

## Résultats

### Premier tour
| Candidat          | Parti                      | Pourcentage | Vote populaire |
| ----------------- | -------------------------- | ----------- | -------------- |
| Leonid Kravtchouk | Indépendant                | 38,36 %     | 9 977 766      |
| Leonid Koutchma   | Indépendant                | 31,17 %     | 8 107 626      |
| Oleksandr Moroz   | Parti socialiste d'Ukraine | 13,33 %     | 3 466 541      |
| Volodymyr Lanoviy | Indépendant                | 9,55 %      | 2 483 986      |
| Valeriy Babych    | Indépendant                | 2,48 %      | 644 263        |
| Ivan Plyushch     | Indépendant                | 1,24 %      | 321 886        |
| Petro Talanchuk   | Indépendant                | 0,55 %      | 143 361        |
| Reste             | -                          | 3,43 %      | 892 740        |

### Second tour
| Candidat          | Parti       | Pourcentage | Vote populaire |
| ----------------- | ----------- | ----------- | -------------- |
| Leonid Koutchma   | Indépendant | 52,15 %     | 14 016 850     |
| Leonid Kravtchouk | Indépendant | 45,06 %     | 12 111 603     |
| Reste             | -           | 2,80 %      | 551 380        |